# Imma tricrocota
Imma tricrocota är en fjärilsart som beskrevs av Edward Meyrick 1935. Imma tricrocota ingår i släktet Imma och familjen Immidae. Inga underarter finns listade i Catalogue of Life.